# Château de Vadancourt
Le château de Vadancourt est situé au hameau de Vadancourt dans la commune de Maissemy, dans l'Aisne, près de Saint-Quentin.

## Historique
Guy-Félix, comte de Pardieu, seigneur de Vadancourt, de Bray Saint Christophe et Bracheux fit partie de la liste des États généraux de 1789, tandis que la ville de Saint-Quentin était représentée par l'abbé Marolles.
Le château d'origine a été construit en surplomb de la rivière l'Omignon, qui prend sa source à Pontru, et se jette 30 km plus loin dans la Somme à Saint-Christ-Briost. À l'origine il comportait une terrasse avec un impressionnant escalier à balustres. Il était composé d'un haut pavillon de trois niveaux avec balcon côté parc, et à l'arrière une aile se raccordant au logis. Celui-ci présentait un avant-corps central d'une travée, avec une porte cintrée au rez-de-chaussée, un balcon ouvrant sur la fenêtre du premier étage, le tout surmonté d'un attique couronné d'un fronton courbe percé d'un oculus.
En 1917 lors de la Première Guerre mondiale, délabré, soumis aux bombardements allemands, il a été détruit.
À ce moment, Les Z.A.B. (Zivilarbeiterbataillons), détachement de travailleurs civils, furent créés aux environs de novembre 1916 par suite du refus obstiné des travailleurs convoqués. Le château, réquisitionné, fut le lieu de la 1re Cie du ZAB 24, et 500 prisonniers récalcitrants furent enfermés dans le château délabré, sous les ordres du lieutenant Wetzel.
La région a subi d'énormes dégâts, car le village a été le témoin des plus grands combats, et se souvient de la bravoure des Anglais.
Aujourd'hui, il appartient à la famille Houssin, qui y exploite des chambres d'hôtes

## Architecture
Vadancourt est un château du XIXe siècle, reconstruit en 1927. Ce nouveau château respecte l'architecture d'origine.
Il est situé dans un vaste parc, baigné par la rivière Omignon.

### Cartes postales anciennes

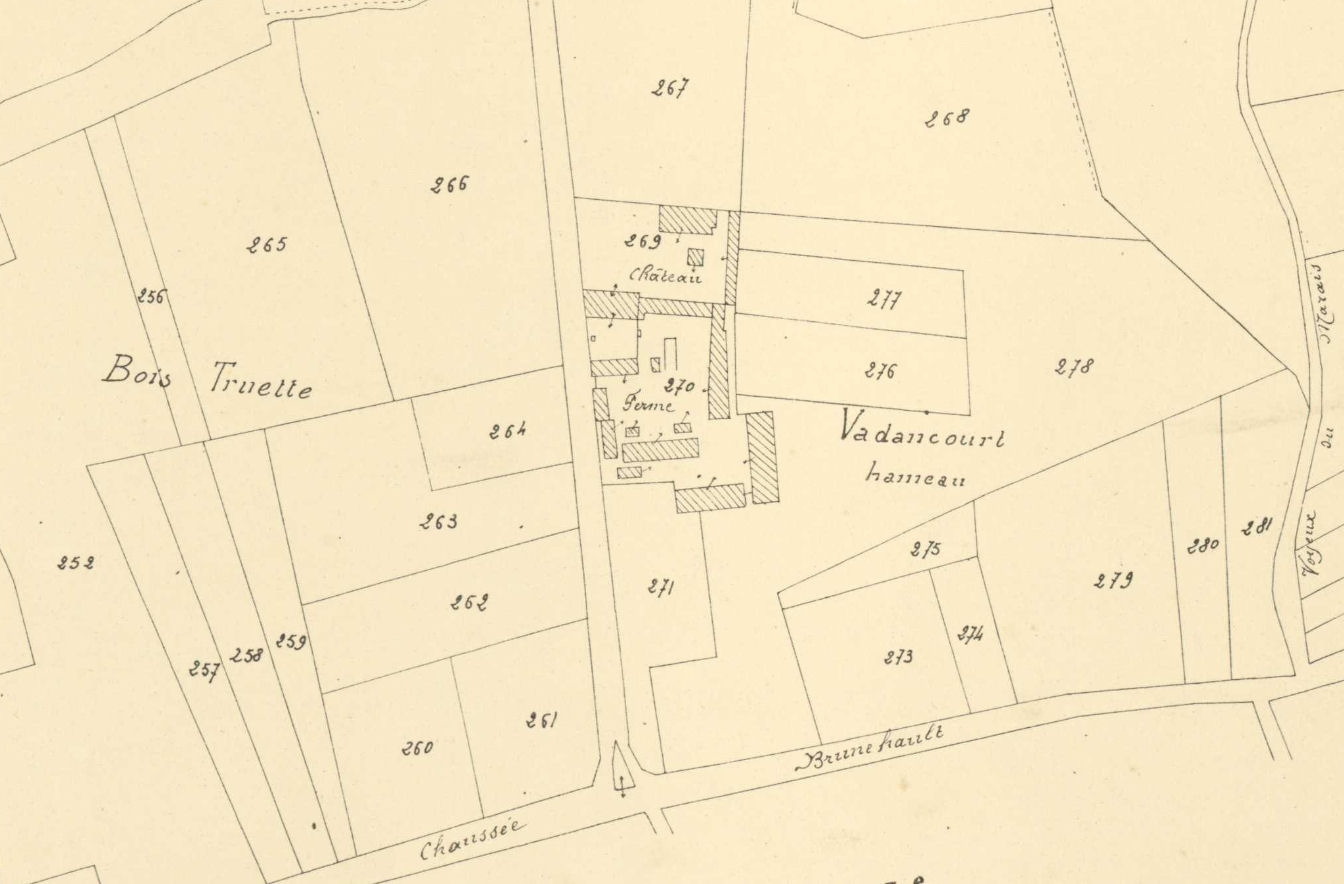
Plan cadastral du château en 1834.
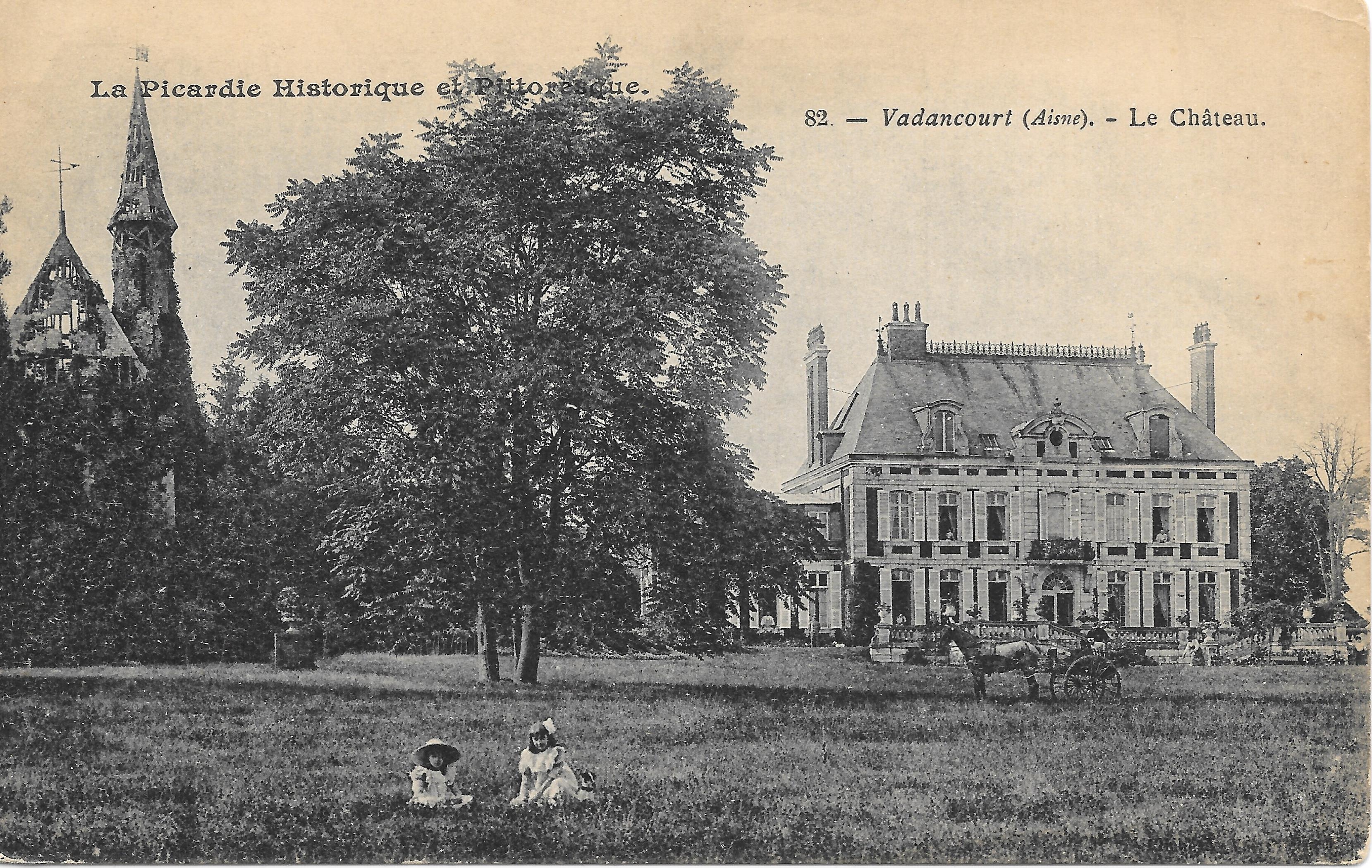
Le château avant sa destruction, vers 1910.
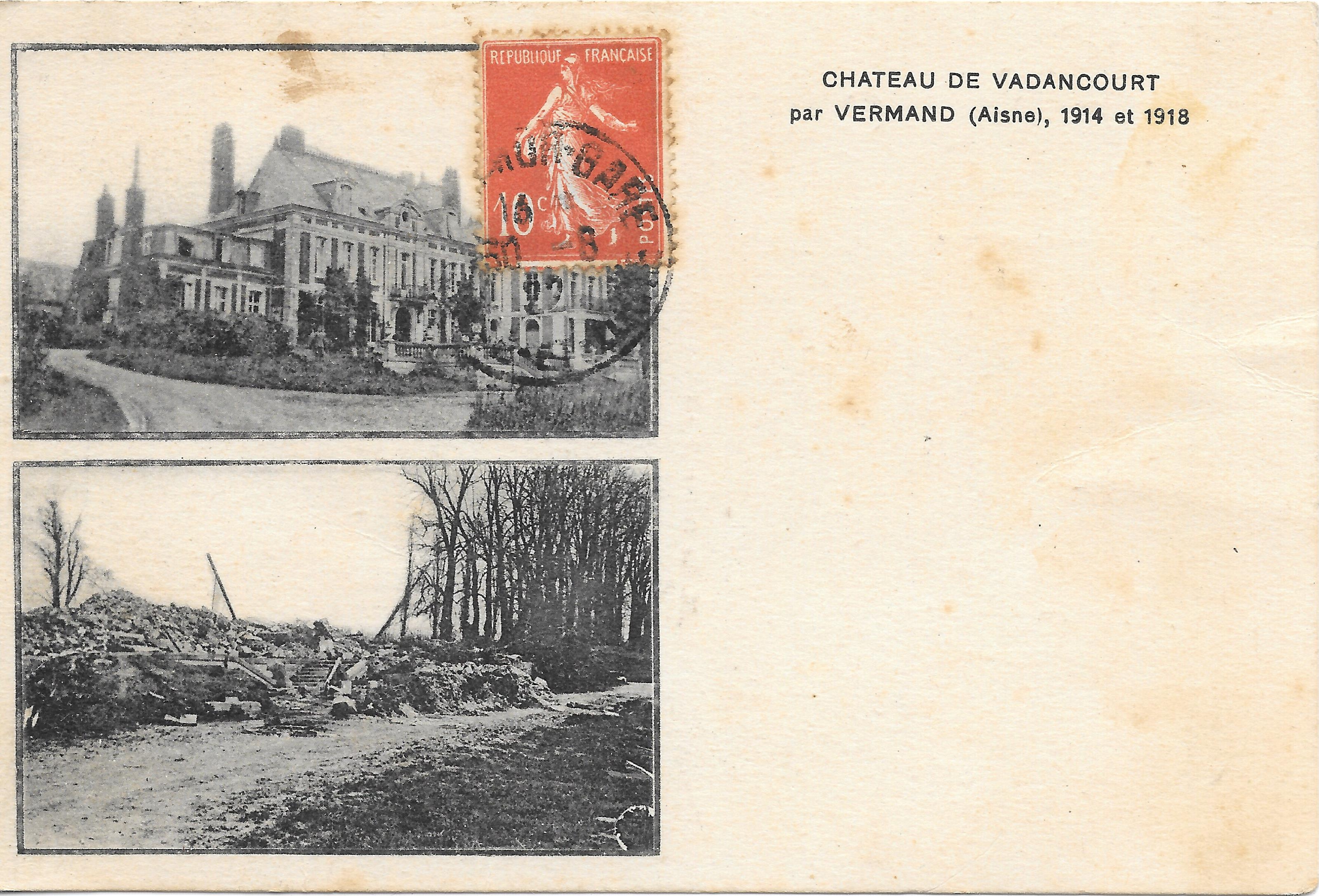
Carte postale montrant le château avant 1914 et après sa destruction.
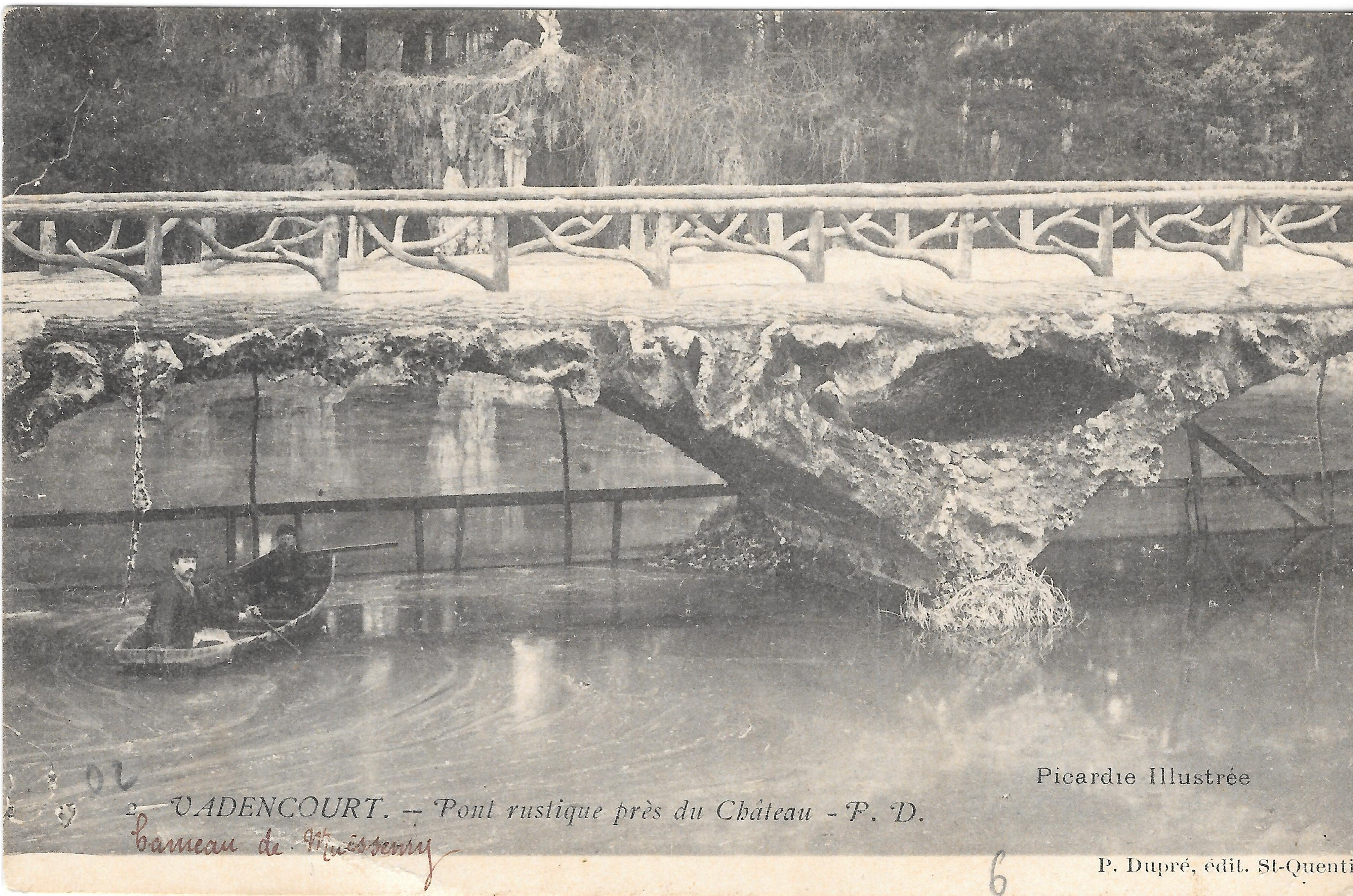